# 小牧原駅
小牧原駅（こまきはらえき）は、愛知県小牧市大字小牧原新田字南原にある、名鉄小牧線の駅である。駅番号はKM05。かつては桃花台新交通桃花台線が接続していた。

## 歴史
- 1931年（昭和6年）4月29日 - 名古屋鉄道の駅が開業。
- 1944年（昭和19年） - 休止。
- 1951年（昭和26年）10月11日 - 営業再開[1]。
- 1967年（昭和42年）2月10日 - 無人化[1]。
- 1987年（昭和62年）6月 - 高架化[1]。
- 1991年（平成3年）3月25日 - 桃花台新交通の駅が開業[2]。
- 2006年（平成18年）10月1日 - 桃花台新交通の駅が廃止。
- 2011年（平成23年）2月11日 - 交通系ICカード「manaca」供用開始。
- 2012年（平成24年）2月29日 - トランパス供用終了。
- 2018年（平成30年）3月 - エレベーター設置[3]。

## 名古屋鉄道

### 駅構造
単式ホーム1面1線を有する高架駅。駅集中管理システムが導入された無人駅（インターホンは小牧駅に繋がる）。改札口はホーム下の地上階にあり、付近には自動券売機（継続manaca定期乗車券及び新規通勤manaca定期乗車券の購入も可能ではあるが、名鉄ミューズカードでの決済は7:00～22:00の間に限られる）及び自動精算機（ICカードのチャージ等も可能）が1台ずつ設置されている。改札口とプラットホームとは、小牧寄りの階段またはエレベーターで行き来できるようになっており、ホーム上には待合所がある。

### のりば
| 路線      | 方向 | 行先             |
| --------- | ---- | ---------------- |
| KM 小牧線 | 下り | 犬山ゆき         |
| KM 小牧線 | 上り | 小牧・平安通方面 |

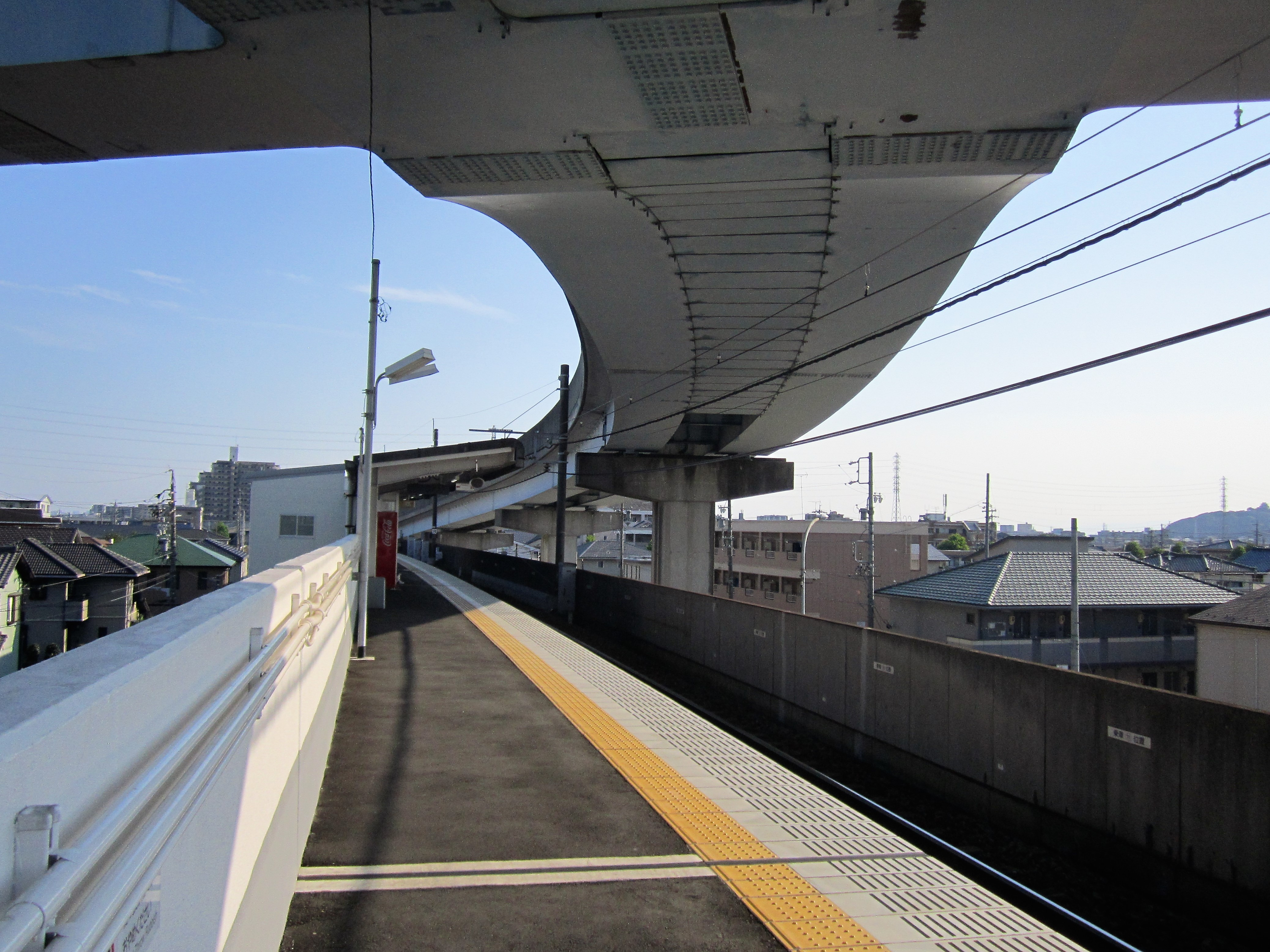
ホーム 上の高架は桃花台線の遺構
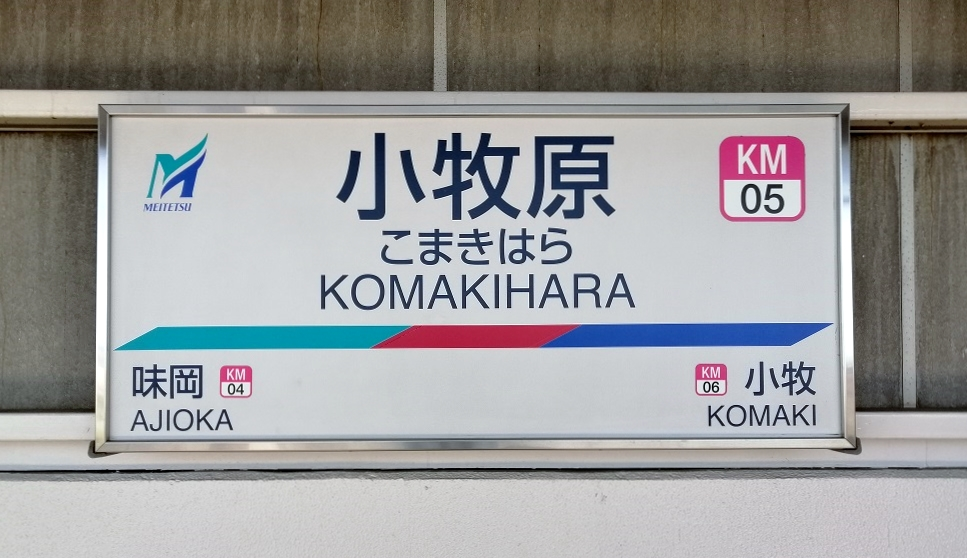
駅名標

### 配線図
| ← 小牧・ 上飯田方面 | 小牧原駅 構内配線略図 | → 犬山方面 |
| 凡例 出典:          |                       |            |

## 桃花台新交通（廃止）

### 駅構造（桃花台新交通）
名鉄の駅の南側に位置していた、島式ホーム1面2線を持つ高架駅であり、自動改札機があるのみの無人駅であった。プラットホームはホームドアによって完全に密閉されていた。エスカレーターやエレベーターは設置されていなかった。

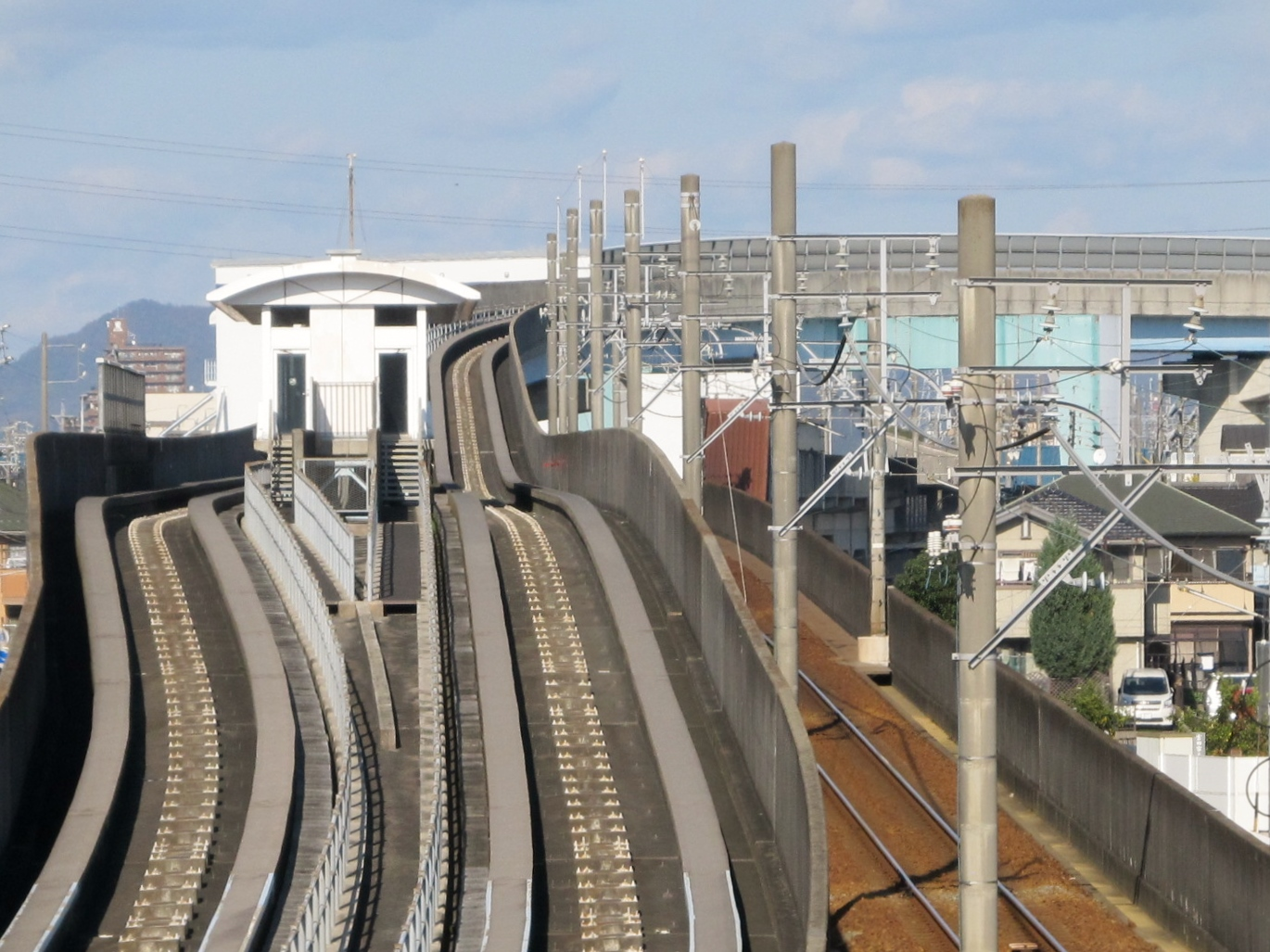
高架上の島式ホーム。右に並走するのは名鉄小牧線。

### 廃止後の状態
駅廃止後は、駅舎入口の防火シャッターが下ろされ、駅構内にには入れないようにされている。また外光を取り入れるためのガラス窓などは、木材と鉄板で覆われ割られないようにしてある。

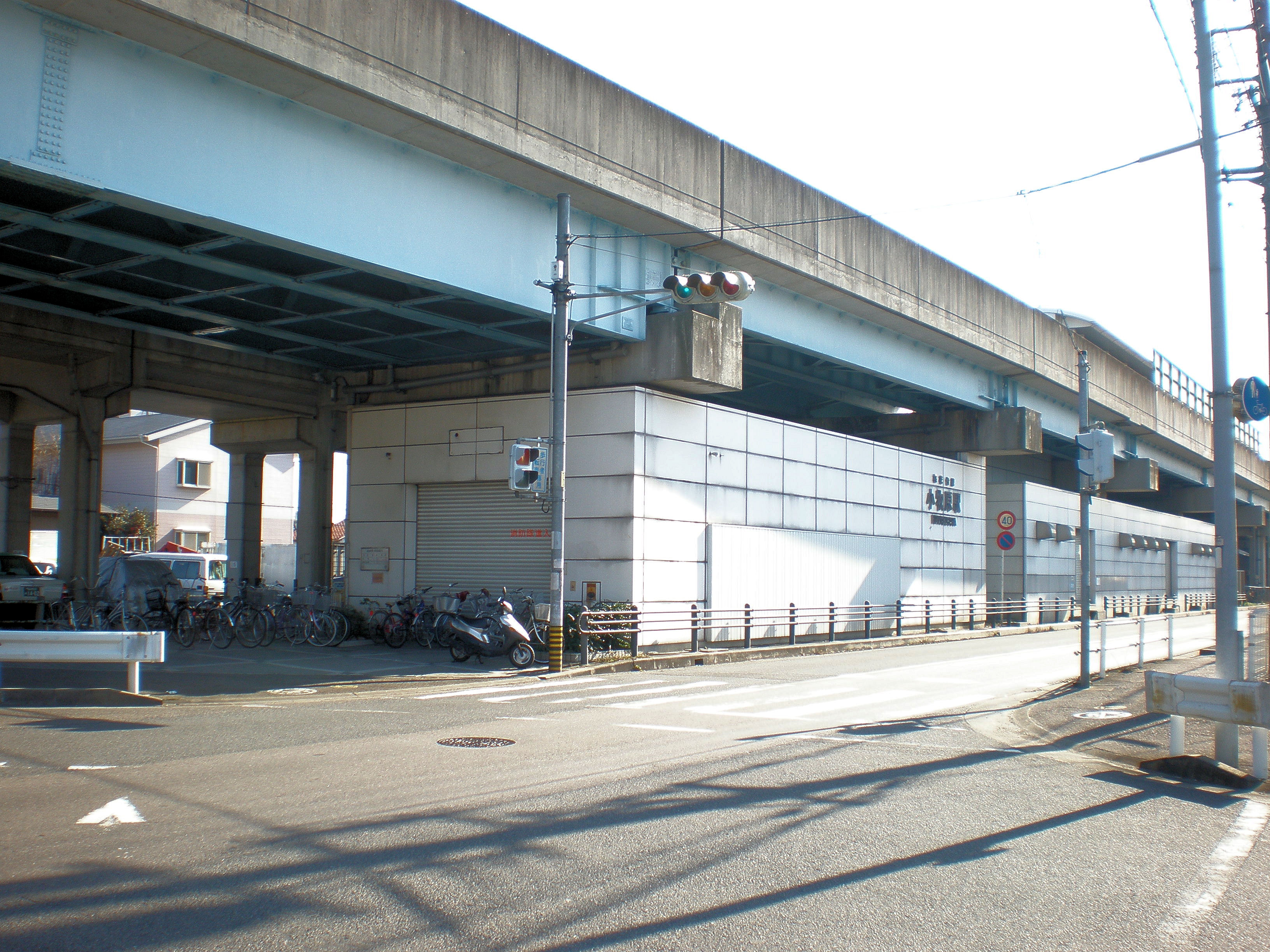
廃止後の駅舎（2009年1月）

## 利用状況

### 名古屋鉄道
- 『名鉄120年：近20年のあゆみ』によると2013年度当時の1日平均乗降人員は2,826人であり、この値は名鉄全駅（275駅）中150位、小牧線（14駅）中10位であった[7]。
- 『名古屋鉄道百年史』によると1992年度当時の1日平均乗降人員は1,459人であり、この値は岐阜市内線均一運賃区間内各駅（岐阜市内線・田神線・美濃町線徹明町駅 - 琴塚駅間）を除く名鉄全駅（342駅）中195位、小牧線（14駅）中12位であった[8]。

『愛知県統計書』『愛知県統計年鑑』『小牧市統計年鑑』各号等によると、一日平均乗車人員および一日平均乗降人員の推移は以下の通りである。
| 年                 | 乗車人員 | 乗車人員 | 乗降人員 | 備考                            |
| 年                 | 総数     | 定期     | 乗降人員 | 備考                            |
| ------------------ | -------- | -------- | -------- | ------------------------------- |
| 1952（昭和27）年度 | 124      |          | 251      | [ * 1 ]                         |
| 1953（昭和28）年度 | 170      |          | 338      | [ * 2 ]                         |
| 1954（昭和29）年度 | 164      |          | 328      | [ * 3 ]                         |
| 1955（昭和30）年度 | 189      |          | 378      | [ * 4 ]                         |
| 1956（昭和31）年度 | 205      |          | 410      | [ * 5 ]                         |
| 1957（昭和32）年度 | 216      |          | 432      | [ * 6 ]                         |
| 1958（昭和33）年度 |          |          |          |                                 |
| 1959（昭和34）年度 |          |          |          |                                 |
| 1960（昭和35）年度 |          |          |          |                                 |
| 1961（昭和36）年度 |          |          |          |                                 |
| 1962（昭和37）年度 |          |          |          |                                 |
| 1963（昭和38）年度 |          |          |          |                                 |
| 1964（昭和39）年度 |          |          |          |                                 |
| 1965（昭和40）年度 |          |          |          |                                 |
| 1966（昭和41）年度 |          |          |          |                                 |
| 1967（昭和42）年度 |          |          |          |                                 |
| 1968（昭和43）年度 |          |          |          |                                 |
| 1969（昭和44）年度 |          |          |          |                                 |
| 1970（昭和45）年度 |          |          |          |                                 |
| 1971（昭和46）年度 |          |          |          |                                 |
| 1972（昭和47）年度 |          |          |          |                                 |
| 1973（昭和48）年度 |          |          |          |                                 |
| 1974（昭和49）年度 |          |          |          |                                 |
| 1975（昭和50）年度 |          |          |          |                                 |
| 1976（昭和51）年度 |          |          |          |                                 |
| 1977（昭和52）年度 |          |          |          |                                 |
| 1978（昭和53）年度 | 666      | 498      |          | [ * 7 ]                         |
| 1979（昭和54）年度 | 675      | 506      |          | [ * 8 ]                         |
| 1980（昭和55）年度 | 683      | 519      |          | [ * 9 ]                         |
| 1981（昭和56）年度 | 683      | 543      |          | [ * 10 ]                        |
| 1982（昭和57）年度 | 649      | 505      |          | [ * 11 ]                        |
| 1983（昭和58）年度 | 630      | 481      |          | [ * 12 ]                        |
| 1984（昭和59）年度 | 631      | 479      |          | [ * 13 ]                        |
| 1985（昭和60）年度 | 668      | 474      |          | [ * 14 ]                        |
| 1986（昭和61）年度 | 669      | 488      |          | [ * 15 ]                        |
| 1987（昭和62）年度 | 641      | 466      |          | [ * 16 ]                        |
| 1988（昭和63）年度 | 626      | 448      | 1258     | [ * 17 ]                        |
| 1989（平成元）年度 | 640      | 457      | 1284     | [ * 18 ]                        |
| 1990（平成02）年度 | 656      | 475      | 1316     | [ * 19 ]                        |
| 1991（平成03）年度 | 680      | 489      | 1368     | [ 9 ]                           |
| 1992（平成04）年度 | 725      | 527      | 1459     | [ * 20 ]                        |
| 1993（平成05）年度 | 746      | 529      | 1503     | [ * 21 ]                        |
| 1994（平成06）年度 | 756      | 526      | 1523     | [ * 22 ]                        |
| 1995（平成07）年度 | 727      | 511      | 1464     | [ * 23 ]                        |
| 1996（平成08）年度 | 685      | 489      | 1376     | [ * 24 ]                        |
| 1997（平成09）年度 | 706      | 511      | 1420     | [ * 25 ]                        |
| 1998（平成10）年度 | 648      | 478      | 1301     | [ * 26 ]                        |
| 1999（平成11）年度 | 636      | 464      | 1275     | [ * 27 ]                        |
| 2000（平成12）年度 | 627      | 457      | 1260     | [ * 28 ]                        |
| 2001（平成13）年度 | 650      | 479      | 1306     | [ * 29 ]                        |
| 2002（平成14）年度 | 683      | 493      | 1371     | 2003年3月27日地下鉄上飯田線開業 |
| 2003（平成15）年度 | 893      | 571      | 1788     | [ * 31 ]                        |
| 2004（平成16）年度 | 949      | 601      | 1896     | [ * 32 ]                        |
| 2005（平成17）年度 | 1013     | 638      | 2018     | [ * 33 ]                        |
| 2006（平成18）年度 | 1082     | 690      | 2154     | [ * 34 ]                        |
| 2007（平成19）年度 | 1208     | 777      | 2407     | [ * 35 ]                        |
| 2008（平成20）年度 | 1263     | 823      | 2524     | [ * 36 ]                        |
| 2009（平成21）年度 | 1222     | 809      | 2437     | [ * 37 ]                        |
| 2010（平成22）年度 | 1210     | 802      | 2413     | [ * 38 ]                        |
| 2011（平成23）年度 | 1287     | 882      | 2568     | [ * 39 ]                        |
| 2012（平成24）年度 | 1358     | 1021     | 2703     | [ * 40 ]                        |
| 2013（平成25）年度 | 1419     | 968      | 2826     | [ * 41 ]                        |
| 2014（平成26）年度 | 1466     | 1021     | 2922     | [ * 42 ]                        |
| 2015（平成27）年度 | 1525     | 1058     | 3036     | [ * 43 ]                        |
| 2016（平成28）年度 | 1609     | 1126     | 3207     | [ * 44 ]                        |
| 2017（平成29）年度 | 1686     | 1192     | 3362     | [ * 45 ]                        |
| 2018（平成30）年度 | 1792     | 1283     | 3577     | [ * 46 ]                        |
| 2019（令和元）年度 | 1854     | 1345     | 3700     | [ * 47 ]                        |
| 2020（令和02）年度 | 1610     | 1235     | 3217     | [ * 48 ]                        |
| 2021（令和03）年度 |          |          | 3275     | [ * 49 ]                        |

### 桃花台新交通（廃止）
『小牧市統計年鑑』各号によると、乗車人員および乗降人員の推移は以下の通りである。
| 年                 | 年間     | 年間     | 年間     | 一日平均 | 一日平均 | 一日平均 | 備考                          |
| 年                 | 乗車人員 | 乗車人員 | 乗降人員 | 乗車人員 | 乗車人員 | 乗降人員 | 備考                          |
| 年                 | 総数     | 定期     | 乗降人員 | 総数     | 定期     | 乗降人員 | 備考                          |
| ------------------ | -------- | -------- | -------- | -------- | -------- | -------- | ----------------------------- |
| 1992（平成04）年度 | 58021    | 10189    | 116833   | 159      | 28       | 320      | [ * 50 ]                      |
| 1993（平成05）年度 | 56326    | 12556    | 115392   | 154      | 34       | 316      | [ * 51 ]                      |
| 1994（平成06）年度 | 57069    | 11485    | 115702   | 156      | 31       | 317      | [ * 52 ]                      |
| 1995（平成07）年度 | 64306    | 15313    | 128612   | 176      | 42       | 351      | [ * 53 ]                      |
| 1996（平成08）年度 | 66171    | 16806    | 132342   | 181      | 46       | 363      | [ * 54 ]                      |
| 1997（平成09）年度 | 67234    | 22511    | 132047   | 184      | 62       | 362      | [ * 55 ]                      |
| 1998（平成10）年度 | 63426    | 19883    | 126053   | 174      | 54       | 345      | [ * 56 ]                      |
| 1999（平成11）年度 | 53445    | 15755    | 105787   | 146      | 43       | 289      | [ * 57 ]                      |
| 2000（平成12）年度 | 51512    | 14999    | 100875   | 141      | 41       | 276      | [ * 58 ]                      |
| 2001（平成13）年度 | 51842    | 17723    | 102217   | 142      | 49       | 280      | [ * 59 ]                      |
| 2002（平成14）年度 | 56660    | 19026    | 113500   | 155      | 52       | 311      | 2003年3月27日上飯田連絡線開業 |
| 2003（平成15）年度 | 64048    | 20541    | 129123   | 175      | 56       | 353      | [ * 61 ]                      |
| 2004（平成16）年度 | 68203    | 22693    | 137274   | 187      | 62       | 376      | [ * 62 ]                      |
| 2005（平成17）年度 | 72701    | 26511    | 147235   | 199      | 73       | 403      | [ * 63 ]                      |
| 2006（平成18）年度 | 35391    | 9693     | 72384    | 193      | 53       | 396      | 10月1日廃止                   |

## 駅周辺
駅周辺は住宅街である。国道155号（小牧一宮バイパス、北尾張中央道と呼ばれるバイパス道路）の北側には、大きな工場や配送所などがある。駅近くにコンビニエンスストアがある。

### 主な施設
- 日本プラスチック工業
- 三ツ山古墳群
- ヤマダデンキテックランドNew小牧店
- 小牧原クロスロード

### 路線バス
あおい交通が運行する。
- ピーチバス：小牧駅と桃花台ニュータウンを結ぶ一般路線バス。桃花台線の廃止代替バスでもある。小牧市役所前発着の便が一部ある。
- こまき巡回バス（15）パークアリーナ小牧・市役所コース：小牧市が運行するコミュニティバス。あおい交通が受託運行する。小牧市役所・小牧駅とパークアリーナ小牧を結ぶ。

## 隣の駅
名古屋鉄道
KM 小牧線
小牧駅 (KM06) - 小牧原駅 (KM05) - 味岡駅 (KM04)

### かつて存在した路線
桃花台新交通
桃花台線
小牧駅 - 小牧原駅 - 東田中駅

#### 利用状況の出典
1. ↑  愛知県（編）『愛知県統計年鑑 昭和29年刊行』愛知県、1954年、336頁
2. ↑  愛知県（編）『愛知県統計年鑑 昭和30年刊行』愛知県、1955年、312頁
3. ↑  愛知県（編）『愛知県統計年鑑 昭和31年刊行』愛知県、1956年、310頁
4. ↑  愛知県（編）『愛知県統計年鑑 昭和32年刊行』愛知県、1957年、326頁
5. ↑  愛知県（編）『愛知県統計年鑑 昭和33年刊行』愛知県、1958年、342頁
6. ↑  愛知県（編）『愛知県統計年鑑 昭和34年刊行』愛知県、1959年、836頁
7. ↑  愛知県企画部統計課（編）『愛知県統計年鑑 昭和55年刊』愛知県、1980年、223頁
8. ↑  愛知県企画部統計課（編）『愛知県統計年鑑 昭和56年刊』愛知県、1981年、229頁
9. ↑  愛知県企画部統計課（編）『愛知県統計年鑑 昭和57年刊』愛知県、1982年、241頁
10. ↑  愛知県企画部統計課（編）『愛知県統計年鑑 昭和58年刊』愛知県、1983年、225頁
11. ↑  愛知県企画部統計課（編）『愛知県統計年鑑 昭和59年刊』愛知県、1984年、225頁
12. ↑  愛知県企画部統計課（編）『愛知県統計年鑑 昭和60年刊』愛知県、1985年、243頁
13. ↑  愛知県企画部統計課（編）『愛知県統計年鑑 昭和61年刊』愛知県、1986年、237頁
14. ↑  愛知県企画部統計課（編）『愛知県統計年鑑 昭和62年刊』愛知県、1987年、225頁
15. ↑  愛知県企画部統計課（編）『愛知県統計年鑑 昭和63年刊』愛知県、1988年、225頁
16. ↑  愛知県企画部統計課（編）『愛知県統計年鑑 平成元年刊』愛知県、1989年、227頁
17. ↑  小牧市総務部企画課（編）『小牧市統計年鑑 平成元年版 第24回』小牧市、1990年、60-61頁
18. ↑  小牧市総務部企画課（編）『小牧市統計年鑑 平成2年版 第25回』小牧市、1990年、54-55頁
19. ↑  小牧市総務部企画課（編）『小牧市統計年鑑 平成3年版 第26回』小牧市、1991年、54-55頁
20. ↑  小牧市総務部企画課（編）『小牧市統計年鑑 平成5年版 第28回』、小牧市、1993年、56-57頁
21. ↑  小牧市企画財務部企画課（編）『小牧市統計年鑑 平成6年版 第29回』小牧市、1994年、56-57頁
22. ↑  小牧市企画財務部企画課（編）『小牧市統計年鑑 平成7年版 第30回』小牧市、1995年、56-57頁
23. ↑  小牧市企画財務部企画課（編）『小牧市統計年鑑 平成8年版 第31回』小牧市、1996年、56-57頁
24. ↑  小牧市企画財務部企画課（編）『小牧市統計年鑑 平成9年版 第32回』小牧市、1997年、56-57頁
25. ↑  小牧市企画財務部企画課（編）『小牧市統計年鑑 平成10年版 第33回』小牧市、1998年、56-57頁
26. ↑  小牧市企画財務部企画課（編）『小牧市統計年鑑 平成11年版 第34回』小牧市、1999年、56-57頁
27. ↑  小牧市企画部情報管理課（編）『小牧市統計年鑑 平成12年版 第35回』小牧市、2000年、56-57頁
28. ↑  小牧市企画部情報システム課（編）『小牧市統計年鑑 平成13年版 第36回』小牧市、2001年、56-57頁
29. ↑  小牧市企画部情報システム課（編）『小牧市統計年鑑 平成14年版 第37回』小牧市、2002年、56-57頁
30. ↑  小牧市企画部情報システム課（編）『小牧市統計年鑑 平成15年版 第38回』小牧市、2003年、56-57頁
31. ↑  小牧市企画部情報システム課（編）『小牧市統計年鑑 平成16年版 第39回』小牧市、2004年、56-57頁
32. ↑  小牧市企画部情報システム課（編）『小牧市統計年鑑 平成17年版 第40回』小牧市、2005年、56-57頁
33. ↑  小牧市企画部情報システム課（編）『小牧市統計年鑑 平成18年版 第41回』小牧市、2006年、56-57頁
34. ↑  小牧市企画部情報システム課（編）『小牧市統計年鑑 平成19年版 第42回』小牧市、2007年、56-57頁
35. ↑  小牧市企画部情報システム課（編）『小牧市統計年鑑 平成20年版 第43回』小牧市、2008年、56-57頁
36. ↑  小牧市企画部情報システム課（編）『小牧市統計年鑑 平成21年版 第44回』小牧市、2009年、56-57頁
37. ↑  小牧市企画部情報システム課（編）『小牧市統計年鑑 平成22年版 第45回』小牧市、2010年、56-57頁
38. ↑  小牧市情報システム課（編）『小牧市統計年鑑 平成23年版 第46回』小牧市、2011年、54-55頁
39. ↑  小牧市情報システム課（編）『小牧市統計年鑑 平成24年版 第47回』小牧市、2012年、52-53頁
40. ↑  小牧市情報システム課（編）『小牧市統計年鑑 平成25年版 第48回』小牧市、2013年、50-51頁
41. ↑  小牧市情報システム課（編）『小牧市統計年鑑 平成26年版 第49回』小牧市、2014年、48-49頁
42. ↑  小牧市情報システム課（編）『小牧市統計年鑑 平成27年版 第50回』小牧市、2015年、48-49頁
43. ↑  小牧市情報システム課（編）『小牧市統計年鑑 平成28年版 第51回』小牧市、2016年、48-49頁
44. ↑  小牧市情報システム課（編）『小牧市統計年鑑 平成29年版 第52回』小牧市、2018年、48-49頁
45. ↑  小牧市情報システム課（編）『小牧市統計年鑑 平成30年版 第53回』小牧市、2019年、46-47頁
46. ↑  小牧市総務課（編）『小牧市統計年鑑 令和元年版 第54回』小牧市、2020年、46-47頁
47. ↑  小牧市総務課（編）『小牧市統計年鑑 令和2年版 第55回』小牧市、2021年、46-47頁
48. ↑  小牧市総務課（編）『小牧市統計年鑑 令和3年版 第56回』小牧市、2022年、46-47頁
49. ↑  “令和3年度 移動等円滑化取組報告書（鉄道駅）” (PDF).   名古屋鉄道. 2022年7月23日時点のオリジナルよりアーカイブ。2022年8月15日閲覧。
50. ↑  小牧市総務部企画課（編）『小牧市統計年鑑 平成5年版 第28回』小牧市、1993年、56-57頁
51. ↑  小牧市企画財務部企画課（編）『小牧市統計年鑑 平成6年版 第29回』小牧市、1994年、56-57頁
52. ↑  小牧市企画財務部企画課（編）『小牧市統計年鑑 平成7年版 第30回』小牧市、1995年、56-57頁
53. ↑  小牧市企画財務部企画課（編）『小牧市統計年鑑 平成8年版 第31回』小牧市、1996年、56-57頁
54. ↑  小牧市企画財務部企画課（編）『小牧市統計年鑑 平成9年版 第32回』小牧市、1997年、56-57頁
55. ↑  小牧市企画財務部企画課（編）『小牧市統計年鑑 平成10年版 第33回』小牧市、1998年、56-57頁
56. ↑  小牧市企画財務部企画課（編）『小牧市統計年鑑 平成11年版 第34回』小牧市、1999年、56-57頁
57. ↑  小牧市企画部情報管理課（編）『小牧市統計年鑑 平成12年版 第35回』小牧市、2000年、56-57頁
58. ↑  小牧市企画部情報システム課（編）『小牧市統計年鑑 平成13年版 第36回』小牧市、2001年、56-57頁
59. ↑  小牧市企画部情報システム課（編）『小牧市統計年鑑 平成14年版 第37回』小牧市、2002年、56-57頁
60. ↑  小牧市企画部情報システム課（編）『小牧市統計年鑑 平成15年版 第38回』小牧市、2003年、56-57頁
61. ↑  小牧市企画部情報システム課（編）『小牧市統計年鑑 平成16年版 第39回』小牧市、2004年、56-57頁
62. ↑  小牧市企画部情報システム課（編）『小牧市統計年鑑 平成17年版 第40回』小牧市、2005年、56-57頁
63. ↑  小牧市企画部情報システム課（編）『小牧市統計年鑑 平成18年版 第41回』小牧市、2006年、56-57頁
64. ↑  小牧市企画部情報システム課（編）『小牧市統計年鑑 平成19年版 第42回』小牧市、2007年、56-57頁